# Heinz Zemanek
Heinz Zemanek, né le 1er janvier 1920 à Vienne (Autriche) et mort le 16 juillet 2014 dans la même ville, est un informaticien autrichien.

## Biographie
Il est considéré comme l'un des pionniers de l'informatique en étant l'inventeur d'un des premiers ordinateurs entièrement basé sur des transistors.